# Kościół św. Barbary w Solcu nad Wisłą
Kościół Świętej Barbary w Solcu nad Wisłą – rzymskokatolicki kościół cmentarny należący do dekanatu lipskiego diecezji radomskiej.
Świątynia została zbudowana w końcu XVI wieku jako drewniana. W XVIII wieku została dobudowana część murowana.
Kościół posiada mieszaną konstrukcję. Starsza część, drewniana posiada konstrukcję zrębową i jest oszalowana. Nowsza część, murowana jest otynkowana. Budowla jest orientowana i posiada jedna nawę. Kościół został wzniesiony na planie prostokąta. Część murowaną ozdabiają płaskorzeźbione kolumny z pilastrami i półkoliste okna. Prezbiterium jest mniejsze od nawy, zamknięte jest trójbocznie, od jego północnej strony mieści się zakrystia. Świątynia nakryta jest gontowym dachem dwukalenicowym, nad częścią murowaną jest wyższy, a nad częścią drewnianą niższy, dwuspadowy, bardziej stromo opadający nad częścią prezbiterialną. Na kalenicy jest umieszczona blaszana wieżyczka na sygnaturkę ozdobiona latarnią zakończoną metalowym krzyżem.
Wyposażenie wnętrza reprezentuje style: barokowy i rokokowy.

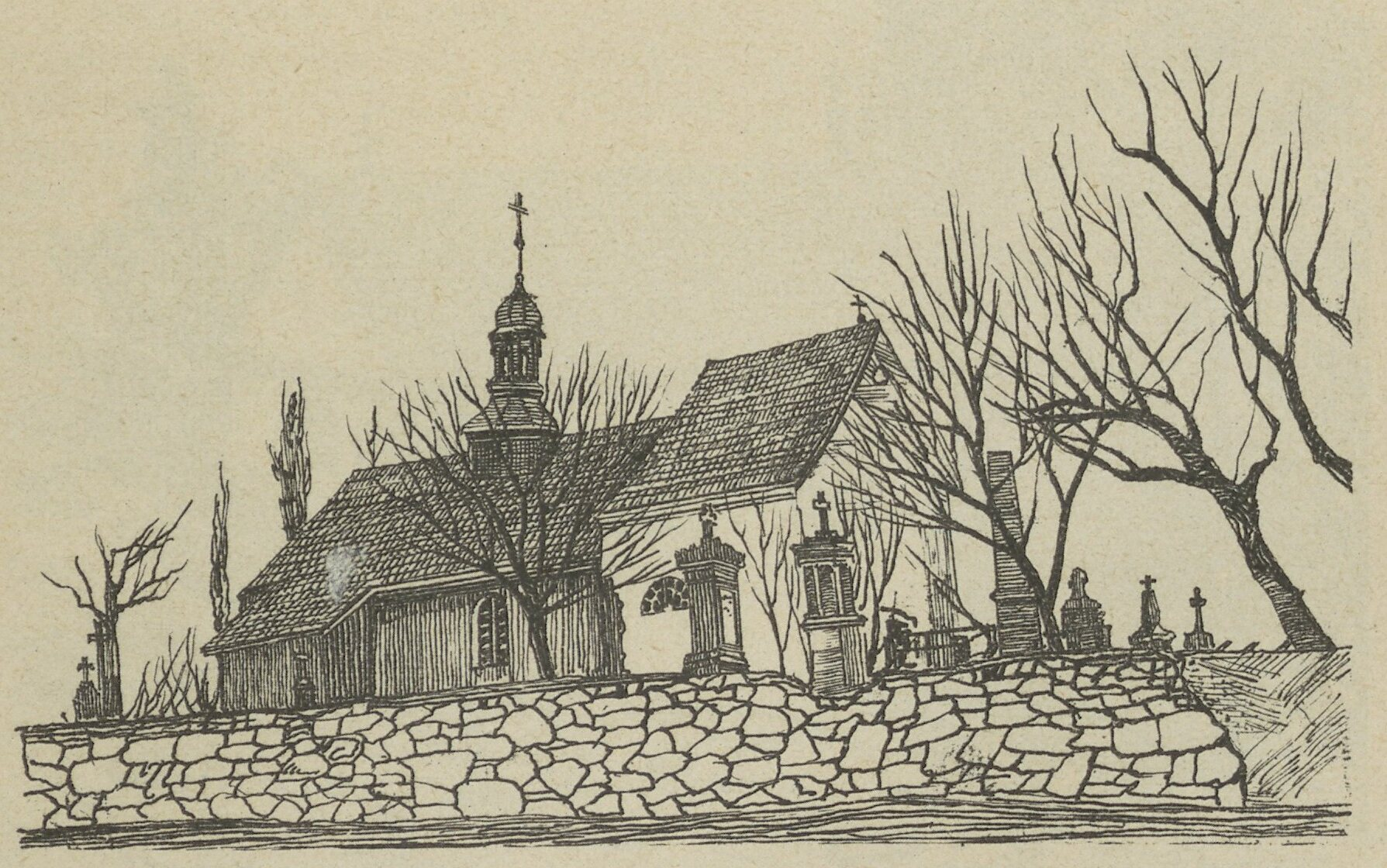
Widok przed 1911